# Luros
Luros (em persa: لر) são um ramo dos povos iranianos que vivem principalmente no sudoeste do Irã. A maioria dos luros fala o Luri, uma língua do ramo sudoeste iraniano, estreitamente relacionada com o persa.
Os luros habitam principalmente as províncias iranianas do Lorestão, Cuzistão, Hamadã, Chahar Mahaal e Bakhtiari, Isfahan e Ilam.

## Língua
Tal como a maioria dos iranianos, os luros são uma mistura de habitantes autóctones da Cordilheira de Zagros e tribos migratórias da Ásia Central falantes do idioma iraniano. A língua lori, que está intimamente relacionada com a persa, tem dois dialetos distintos: o Lor-e-Bozorg (Lori Superior), que é falado pelos bakhtiaris (principalmente no Cuzistão, Chahar Mahaal e Bakhtiari, partes do Lorestão e partes de Isfahan; e o Lor-e-Koochik (Baixo Lori), falado pelos próprios luros (principalmente no Lorestão).

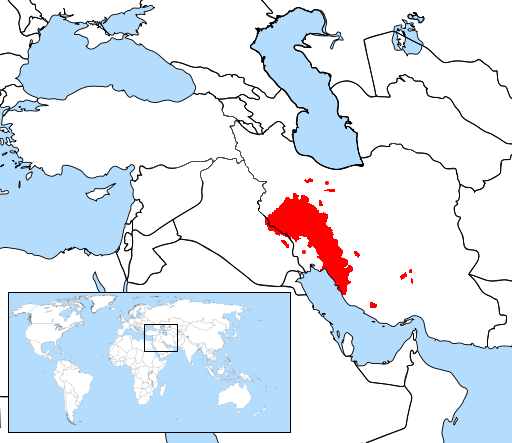
Mapa da distribuição da língua Lura

A esmagadora maioria dos luros é muçulmanos xiitas. No Cuzistão, as tribos luros estão concentradas principalmente na parte norte da província, enquanto que em Ilam, eles estão principalmente na região sul.

## História
Antes do século XX, a maioria dos luros era de pastores nômades, com uma minoria urbana residente na cidade de Khorramabad. Houve várias tentativas, por parte do governo pahlavi, de forçar o assentamento do segmento nômade da população lura. Sob o governo do xá Reza, estas campanhas tenderam ao fracasso. O último Xá do Irã, Mohammad Reza Pahlavi, usou métodos menos enérgicos juntamente com incentivos econômicos, que resultaram em melhores resultados, embora ainda não totalmente. Em meados da década de 1980, a grande maioria dos luros foi assentada em cidades e aldeias por todo o território da província, ou tinha migrado para os grandes centros urbanos.
Certo número de tribos nômades de luros continua a existir na província. Entre os que integram a população urbana, a autoridade dos anciãos tribais ainda continua a ser uma forte influência, embora não tão dominante como é entre os nômades. Tal como nas sociedades dos bakhtiaris e curdos, as mulheres luros têm muito mais liberdade do que as mulheres de outros grupos.